# 九龍巴士275R線
九龍巴士275R線只於「紅色日子」來往港鐵大埔墟站、廣福邨、大埔海濱公園、船灣、布心排、汀角、大美督、船灣郊野公園、新娘潭及烏蛟騰，而新娘潭及烏蛟騰本身位於北區，故此本路線屬跨區路線。

## 歷史
- 1973年7月22日：九巴提供來往新娘潭的公共交通服務，以75為路線編號，以特別班次形式於假日提供服務。
- 1974年10月13日：75線改稱75A，並只在冬季才提供服務。
- 1978年10月：75A線再改稱75R。
- 1988年4月後：75R線停止服務，自此新娘潭並沒有任何公共交通服務，直至本線開辦前，沒有私家車又想前往新娘潭的民眾，只能到大美督轉搭計程車、往烏蛟騰的鄉村車或步行前往，因為新娘潭路是禁止騎自行車。
- 1997年6月8日：本線投入服務，主要目的是服務假日到新娘潭郊遊的市民。[4]
- 2015年9月5日：增設到站時間預報。[5]
- 2019年2月24日：往新娘潭方向增停南運路「廣福球場」、「林村河」、汀角路「魚角」及「雅景花園」站；往大埔墟站方向增停汀角路「雅景花園」、「魚角」、南運路「廣福邨廣智樓」及「廣福球場」站。[6]
- 2020年2月23日：延長至烏蛟騰，同時往烏蛟騰方向增設「祠心路」站[7][8][9]，往大埔墟站方向不入新娘潭巴士總站。[10]
- 2020年3月8日：往大埔墟站方向，增設「新娘潭巴士總站」。[11]
- 2020年11月7日：試行增設星期六服務至12月5日，同時提早星期日及公眾假期由大埔墟站開出的頭班車時間至07:30。[12][13]
- 2021年4月25日：來回程增停大埔公路「廣福邨」站。[14]

## 服務時間（詳細班次）
| 大埔墟站開 | 大埔墟站開 | 大埔墟站開 | 大埔墟站開 | 大埔墟站開 | 大埔墟站開 | 大埔墟站開 |
| 公眾假期   | 公眾假期   | 公眾假期   | 公眾假期   | 公眾假期   | 公眾假期   | 公眾假期   |
| ---------- | ---------- | ---------- | ---------- | ---------- | ---------- | ---------- |
| 07:30      | 07:50      | 08:10      | 08:30      | 08:40      | 08:50      | 09:05      |
| 09:20      | 09:40      | 09:55      | 10:10      | 10:25      | 10:40      | 11:00      |
| 11:20      | 11:40      | 12:00      | 12:20      | 12:40      | 13:00      | 13:20      |
| 13:40      | 14:00      | 14:20      | 14:40      | 14:55      | 15:10      | 15:25      |
| 15:40      | 15:55      | 16:10      | 16:25      | 16:40      | 17:00      | 17:20      |
| 17:40      | 18:00      |            |            |            |            |            |

| 烏蛟騰開 | 烏蛟騰開 | 烏蛟騰開 | 烏蛟騰開 | 烏蛟騰開 | 烏蛟騰開 | 烏蛟騰開 |
| 公眾假期 | 公眾假期 | 公眾假期 | 公眾假期 | 公眾假期 | 公眾假期 | 公眾假期 |
| -------- | -------- | -------- | -------- | -------- | -------- | -------- |
| 09:40    | 09:55    | 10:10    | 10:25    | 10:40    | 10:55    | 11:10    |
| 11:25    | 11:40    | 12:00    | 12:20    | 12:40    | 13:00    | 13:20    |
| 13:40    | 14:00    | 14:20    | 14:40    | 15:00    | 15:20    | 15:40    |
| 16:00    | 16:15    | 16:30    | 16:45    | 17:00    | 17:15    | 17:30    |
| 17:45    | 18:05    | 18:25    | 18:45    |          |          |          |

特別班次（大美督→大埔墟站）：
- 公眾假期：因應需求，於15:00-18:45加開班次

## 收費
全程：$12.7
- 龍尾往烏蛟騰：$6.3
- 大美督往大埔墟站：$9.3

| - 本線設有12歲以下小童及65歲或以上長者半價優惠。 - 65歲或以上香港居民使用「樂悠咭」，以及12歲以下合資格殘疾兒童使用「殘疾人士身份」個人八達通繳付車資，均可享有每程$2.0或半價（以較低者為準）的票價優惠；12至64歲合資格殘疾人士使用「殘疾人士身份」個人八達通（包括「樂悠咭」），以及60至64歲香港居民使用「樂悠咭」繳付車資，均可享有每程$2.0或全費（以較低者為準）的票價優惠。 - 65歲或以上長者如使用長者或一般個人八達通繳付車資，則只可享有半價優惠；12至64歲合資格殘疾人士如不使用「殘疾人士身份」個人八達通，以及60至64歲人士如不使用「樂悠咭」繳付車資，必須繳付全費。 - 乘客可以現金或八達通於上車時付款，不設找續。 - 每位成人乘客可免費攜帶最多兩名4歲以下而不佔座位的兒童乘客乘車，超額之4歲以下小童必須繳付小童車費乘車。 - 持有「九巴月票」之乘客在車票有效期內，每日可享最多10程任何九龍巴士及龍運巴士路線（包括本路線，以及聯營路線的九龍巴士／龍運巴士提供的班次；惟乘搭機場「A」及「NA」線則可享原價二七折優惠（不會計算每天10次合資格車程））；而B1線則每日可享最多各2程（不會計算每天10次合資格車程）。 - 九龍巴士、城巴、龍運巴士及陽光巴士全職員工及家屬（不包括外判職員）可免費乘搭本路線，惟必須拍職員或職員家屬八達通。 - 乘客亦可透過多元化電子支付系統（e度嘟）繳付車資，包括使用非接觸式VISA卡、JCB卡、萬事達卡、銀聯卡、美國運通、大來國際、Discover Card、Apple Pay、Google Pay、Samsung Pay、AlipayHK「易乘碼」、支付寶、WeChatHK／微信支付「搭車碼」、銀聯雲閃付「乘車碼」及BOC Pay「乘車碼」。乘客使用此付款方式，使用此支付方式的乘客可享有中途下車之分段收費，以及與其他九巴／龍運獨營路線或聯營線九巴／龍運班次之轉乘優惠，惟不適用於與非九巴／龍運路線之轉乘優惠，亦不能享有「公共交通費用補貼計劃」及「長者及合資格殘疾人士公共交通票價優惠計劃」。 |

## 使用車輛
過去受新娘潭路地勢陡斜的限制，本線只能採用單層巴士行駛（但不能採用富豪B7RLE），大美督特別班次除外。
現時本線主力用車為斯堪尼亞K230UB 12米（ASC）。本線由九巴大埔及北區路線抽調車輛，沒有固定用車。
2022年11月6日起，本線全線可獲派雙層巴士行走，為亞歷山大丹尼士Enviro 500 MMC 11.3米（E6M）

## 行車路線
大埔墟站開經：雅運路、南運路、大埔公路—元州仔段、迴旋處、大埔公路—元州仔段、南運路、大埔太和路、完善路、汀角路、新娘潭路及烏蛟騰路。
烏蛟騰開經：烏蛟騰路、新娘潭路、汀角路、大美督路、大美督巴士總站、大美督路、汀角路、完善路、大埔太和路、南運路、大埔公路—元州仔段、迴旋處、大埔公路—元州仔段、南運路及雅運路。
由大美督開出班次不經有斜體字之路段

### 沿線車站

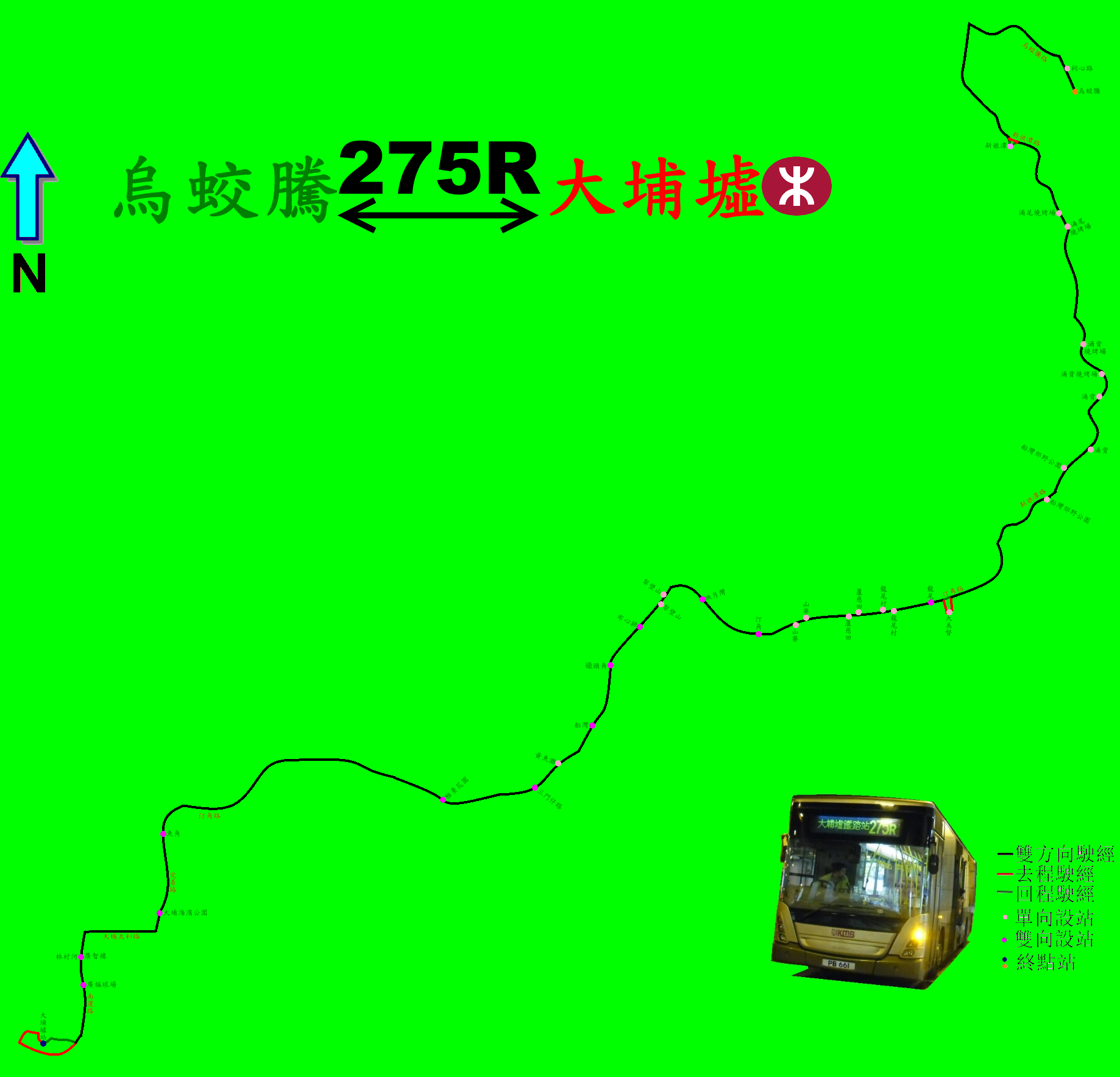
275R線的走線圖

| 大埔墟站開 | 大埔墟站開         | 大埔墟站開             | 烏蛟騰開 | 烏蛟騰開           | 烏蛟騰開               |
| 序號       | 車站名稱           | 位置                   | 序號     | 車站名稱           | 位置                   |
| ---------- | ------------------ | ---------------------- | -------- | ------------------ | ---------------------- |
| 1          | 大埔墟站巴士總站   | 大埔墟站公共運輸交匯處 | 1*       | 烏蛟騰巴士總站     | 烏蛟騰巴士總站         |
| 2          | 廣福邨             | 大埔公路—元州仔段      | 2*       | 新娘潭             | 新娘潭路               |
| 3          | 廣福球場           | 南運路                 | 3*       | 涌尾燒烤場         | 新娘潭路               |
| 4          | 林村河             | 南運路                 | 4*       | 涌背燒烤場         | 新娘潭路               |
| 5          | 大埔海濱公園       | 完善路                 | 5*       | 涌背               | 新娘潭路               |
| 6          | 魚角               | 汀角路                 | 6*       | 船灣郊野公園       | 新娘潭路               |
| 7          | 雅景花園           | 汀角路                 | 7        | 大美督             | 大美督公共運輸交匯處   |
| 8          | 三門仔路           | 汀角路                 | 8        | 龍尾               | 汀角路                 |
| 9          | 黃魚灘             | 汀角路                 | 9        | 龍尾村             | 汀角路                 |
| 10         | 船灣               | 汀角路                 | 10       | 蘆慈田（龍尾泳灘） | 汀角路                 |
| 11         | 䃟頭角             | 汀角路                 | 11       | 山寮               | 汀角路                 |
| 12         | 布心排             | 汀角路                 | 12       | 汀角               | 汀角路                 |
| 13         | 犁壁山             | 汀角路                 | 13       | 映月灣             | 汀角路                 |
| 14         | 映月灣             | 汀角路                 | 14       | 犁壁山             | 汀角路                 |
| 15         | 汀角               | 汀角路                 | 15       | 布心排             | 汀角路                 |
| 16         | 山寮               | 汀角路                 | 16       | 䃟頭角             | 汀角路                 |
| 17         | 蘆慈田（龍尾泳灘） | 汀角路                 | 17       | 船灣               | 汀角路                 |
| 18         | 龍尾村             | 汀角路                 | 18       | 三門仔路           | 汀角路                 |
| 19         | 龍尾               | 汀角路                 | 19       | 雅景花園           | 汀角路                 |
| 20         | 船灣郊野公園       | 新娘潭路               | 20       | 魚角               | 汀角路                 |
| 21         | 涌背               | 新娘潭路               | 21       | 大埔海濱公園       | 完善路                 |
| 22         | 涌背燒烤場         | 新娘潭路               | 22       | 廣福邨廣智樓       | 南運路                 |
| 23         | 涌尾燒烤場         | 新娘潭路               | 23       | 廣福球場           | 南運路                 |
| 24         | 新娘潭             | 新娘潭巴士總站         | 24       | 廣福邨             | 大埔公路—元州仔段      |
| 25         | 祠心路             | 烏蛟騰路               | 25       | 大埔墟站巴士總站   | 大埔墟站公共運輸交匯處 |
| 26         | 烏蛟騰巴士總站     | 烏蛟騰巴士總站         |          |                    |                        |

由大美督開出班次不經有*號之車站

## 外部連結
- 九巴275R線 （页面存档备份，存于）